# تقارن (فیزیک)
تقارن در فیزیک شامل جنبه‌هایی از یک سامانه فیزیکی می‌شود که ویژگی تقارن را به نمایش بگذارند، یعنی تحت برخی تبدیل‌ها و در یک مشاهده خاص ٬بعضی ویژگی‌هایشان را حفظ کنند. یک تقارن در یک سامانهٔ فیزیکی، یک خاصیت فیزیکی یا ریاضیاتی سامانه‌است که تحت برخی تغییرات حفظ می‌شود.
برخی از تبدیلات، مانند چرخش یک دایره، پیوسته و برخی مانند تبدیل بازتاب یک شکلِ دوطرفه‌متقارن یا چرخش یک چندوجهی گسسته‌اند. هرکدام از این تبدیل‌ها به تقارن متناظر به خود منجر می‌شوند. (تقارن پیوسته و گسسته). تقارن‌های پیوسته توسط گروه لی و تقارن‌های گسسته توسط گروه‌های متناهی توصیف می‌شوند. تقارن‌ها معمولاً به سادگی توسط روابط ریاضی قابل‌بیان هستند و روش‌های ریاضی، برای مثال نمایش توسط گروه‌ها می‌توانند برای ساده ساختن مسایل به کارگرفته شوند.
یک مثال مهم از چنین تقارن‌هایی، ناوردایی ساختار قوانین فیزیکی تحت تبدیل دستگاه‌های مختصات دیفرانسیل‌پذیر (مشتق‌پذیر) است.

## تقارن به عنوان ناوردایی
از نظر ریاضی ٬ناوردایی با تبدیل‌هایی که یک کمیت را بدون تغییر باقی می‌گذارند مشخص می‌شود. برای مثال در یک اتاق که دما ثابت است، هر تبدیل به صورت جابه‌جایی در میدان دما (که میدانی اسکالر است) دما را بدون تغییر باقی می‌گذارد.
همین‌طور یک کره همسان‌گرد و یکنواخت پس از چرخش حول مرکز خود ، همانند قبل به نظر می‌رسد. این نوع تقارن را تقارن کروی می‌نامند. در اینجا پس از هر چرخش حول هر محور ٬کره به همان شکل قبل به نظر می‌رسد.

## تقارن‌های محلی و تقارن‌های جهانی
یک تقارن را جهانی می‌نامند اگر در تمام فضازمان برقرار باشد، درحالی که یک تقارن محلی تقارنی است که در نقاط مختلف فضازمان تبدیل‌های متقارن مختلفی داشته باشد. تقارن‌های محلی نقشی اساسی در نظریه‌های پیمانه‌ای بازی می‌کنند.

## تقارن‌های پیوسته
مثالی که در بالا در مورد تقارن چرخشی بیان شد ، نمونه‌ای از یک تقارن پیوسته است. این تقارن‌ها در ساختارهایی که پس از یک تغییر پیوسته ناوردا می‌مانند وجود دارند. از نظر ریاضی ، تقارن‌های پیوسته توسط توابع پیوسته یا هموار توصیف می‌شوند. یک زیرمجموعه مهم تقارن‌های پیوسته در فیزیک ، تقارن‌های فضازمان هستند.

### تقارن‌های فضازمان
تقارن‌های پیوسته فضازمان ٬تقارن‌های شامل تبدیلات فضا و زمان هستند.

## تقارن‌های گسسته
یک تقارن گسسته تقارنی است که یک تغییر تاپیوسته را در سامانه توصیف می‌کند. برای مثال یک مربع دارای تقارن چرخشی گسسته‌است.

### ابرتقارن
نوعی از تقارن به نام ابرتقارن در مدل استاندارد مطرح گردیده‌است. ابرتقارن بر این ایده استوار است که یک تقارن فیزیکی دیگر فراتر از آنچه تاکنون در مدل استاندارد ایجاد و بحث شده، به خصوص تقارن میان بوزون‌ها و فرمیون‌ها، وجود دارد. ابرتقارن بیان می‌کند که برای هر بوزون یک فرمیون به عنوان جفتی ابرمتقارن با نام ابرجفت(به انگلیسی: superpartner) وجود دارد و بلعکس. ابرتقارن هنوز از نظر آزمایشگاهی ثابت نشده‌است. هیچ ذرهٔ شناخته شده‌ای خواص لازم برای ابرجفت بودن برای ذره‌ای دیگر را دارا نیست. اگر ابرجفت‌ها وجود داشته باشند باید جرمی بیشتر از آنچه شتاب‌دهنده‌های ذرات کنونی قادر به تولید آن هستند داشته باشند.

## ریاضیات تقارن‌های فیزیکی
تبدیلاتی که یک تقارن فیزیکی را توصیف می‌کنند معمولاً یک گروه را تشکیل می‌دهند. نظریه گروه‌ها قسمت مهمی از ریاضیات برای فیزیک‌پیشه‌هاست.
به طور مثال می‌توان به «تقارن لاگرانژی ديراک» تحت تبديل گروه(1)U اشاره‌كرد به گونه‌ای كه تحت اين تبديل لاگرانژی ناوردا ست و دارای يك تقارن است.
همچنین، از جمله مهم‌ترين گروه‌های لی(گروه پيوسته) كه داراژگی تقارن پيوسته است، گروه دوران (2)SUو(3)SO می‌باشند. همچنين انتقال از جملهٔ تبديلات پيوسته است. كه به ترتيب به گروهای «آبلی» و «غير آبلی» شهرت دارند.

### خوانندگان عمومی
- لیان لدرمن and کریستوفر تی هیل (2005) Symmetry and the Beautiful Universe. Amherst NY: Prometheus Books.
- Schumm, Bruce (2004) Deep Down Things. Johns Hopkins Univ. Press.
- ویکتور استنجر (2000) Timeless Reality: Symmetry, Simplicity, and Multiple Universes. Buffalo NY: Prometheus Books. Chpt. 12 is a gentle introduction to symmetry, invariance, and conservation laws.
- آنتونی زی (2007) Fearful Symmetry: The search for beauty in modern physics، 2nd ed. Princeton University Press. ISBN 978-0-691-00946-9. 1986 1st ed. published by Macmillan

.

### تخصصی
- Brading, K. ، and Castellani, E. ، eds. (2003) Symmetries in Physics: Philosophical Reflections. Cambridge Univ. Press.
- ---- (2007) "Symmetries and Invariances in Classical Physics" in Butterfield, J. ، and John Earman, eds. , Philosophy of Physic Part B. North Holland: 1331-68.
- Debs, T. and Redhead, M. (2007) Objectivity, Invariance, and Convention: Symmetry in Physical Science. Harvard Univ. Press.
- John Earman (2002) "Laws, Symmetry, and Symmetry Breaking: Invariance, Conservations Principles, and Objectivity." Address to the 2002 meeting of the Philosophy of Science Association.
- Mainzer, K. (1996) Symmetries of nature. Berlin: De Gruyter.
- Thompson, William J. (1994) Angular Momentum: An Illustrated Guide to Rotational Symmetries for Physical Systems. Wiley. .
- بس ون فراسن (1989) Laws and symmetry. Oxford Univ. Press.
- یوجین ویگنر (1967) Symmetries and Reflections. Indiana Univ. Press.